# Aporrhaidae
Die Aporrhaidae sind eine Familie kleiner bis mittelgroßer, ausschließlich mariner Schnecken mit 6 rezenten Arten, die sich als Filtrierer ernähren.

## Merkmale
Die rechtsgewunden, festen Gehäuse der Aporrhaidae haben ein hohes konisches Gewinde mit etwa 8 konvexen Umgängen und an der Gehäusemündung, die in einen Siphonalkanal ausgezogen ist, eine verbreiterte, mit fingerartigen Fortsätzen besetzte äußere Lippe. Es gibt keinen Nabel. Das hornige Operculum ist klein.

## Lebensweise, Vorkommen und Verbreitung
Die Aporrhaidae leben in kühleren Meeren, meist in größeren Tiefen auf Sand und Schlamm, wo sie sich eingraben und aus dem Atemwasser Detritus filtrieren. Der Pelikanfuß, der auch in der Nordsee auftritt, lebt bis hinauf in 10 Meter Tiefe. Die Schnecken sind getrenntgeschlechtlich mit innerer Befruchtung. Aus den Eiern schlüpfen Veliger-Larven, die eine längere pelagische Phase durchmachen.

## Systematik
Nach Bouchet und Rocroi (2005) ist die Familie Aporrhaidae eine von vier rezenten Familien in der Überfamilie Stromboidea, zu denen noch vier fossile Familien kommen. Sie unterteilen die Familie Aporrhaidae in zwei rezente Unterfamilien:
- Aporrhainae Gray, 1850 – Synonym: Chenopidae Deshayes, 1865
- Arrhoginae Popenoe, 1983 – Synonyme: Alariidae Koken, 1889 (ungültig); Dicrolomatidae Korotkov, 1992

Diese umfassen jeweils eine Gattung, Aporrhais und Arrhoges.